# Тлакоталпан
Тлакоталпан (ісп. Tlacotalpan) — місто на узбережжі мексиканського штату Веракрус на березі річки Папалоапан, адміністративний центр однойменного муніципалітету. Місце, де розташоване сучасне місто, було населено ще в доколумбові часи, а іспанське місто на його території було засновано в середині 16 століття. Назва «Tlacotalpan» означає науатлем «місце між річками».
Історична частина міста з 1998 року входить до списку Світової спадщини, як вказано у висновках комісії ЮНЕСКО, «міське планування та архітектура міста Тлакоталпан представляють собою суміш іспанських та карибських традицій виключної важливості та якості… Його неповторний характер проявляється в міському ландшафті широких вулиць, скромних домах, яскравому різноманітті барв та кольорів та великому числі старих дерев у місті».
Місто також відоме великим фестивалем, що проводиться тут на Стрітення. Свято починається 31 січня о 3 годині вечора та триває 8 днів, до 9 лютого, всі дні та ночі, та приваблює на цей період численних туристів.